# Cono (topología)

Cono de un espacio topológico. El espacio original está pintado de rojo.

En topología y, en particular, en topología algebraica, el cono {\displaystyle CX} de un espacio topológico {\displaystyle X} es el espacio cociente siguiente:
{\displaystyle CX=(X\times [0,1])/(X\times \{1\})}
Intuitivamente, se forma un cilindro con base {\displaystyle X} y se identifican todos los puntos de la cara superior en un solo punto, formando un cono.

## Ejemplos
- El cono construido sobre un punto {\displaystyle \{p\}} de la recta real {\displaystyle \mathbb {R} } es el segmento {\displaystyle \{p\}\times [0,1]} de {\displaystyle \mathbb {R} ^{2}}.
- El cono construido sobre dos puntos {\displaystyle \{0,1\}} es un espacio "en forma de V" con extremos en 0 y 1.
- El cono construido sobre un intervalo real {\displaystyle I\subseteq \mathbb {R} } es un triángulo plano (con su interior).
- El cono construido sobre un polígono {\displaystyle P} es una pirámide de base {\displaystyle P}.
- El cono construido sobre un disco es el cono sólido de la geometría clásica. De aquí recibe el nombre el concepto topológico.
- El cono construido sobre una circunferencia es la superficie del cono anterior: {\displaystyle \{(x,y,z)\in \mathbb {R} ^{3}:x^{2}+y^{2}=(1-z)^{2},\ 0\leq z\leq 1\}}. Este último es homeomorfo, proyectándolo sobre el plano XY, al disco {\displaystyle \mathbb {D} ^{2}}.
- Generalizando el ejemplo anterior, se tiene que {\displaystyle C\mathbb {S} ^{n}\simeq \mathbb {D} ^{n+1}}, es decir, el cono de una n-esfera es homeomorfo a una (n+1)-bola.
- El cono construido sobre un n-símplex es un (n+1)-símplex.

## Propiedades
El cono de un espacio es contráctil (en particular, conexo por caminos y simplemente conexo) pues la identidad es homótopa a constante (igual al vértice del cono) por la homotopía {\displaystyle H\colon CX\times [0,1]\rightarrow CX} dada por {\displaystyle H(([(x,s)],t))=[(x,t+(1-t)s)]}, donde {\displaystyle [(x,s)]} denota la clase de equivalencia de {\displaystyle (x,s)\in X\times [0,1]} por la relación de equivalencia por la que se hace el cociente {\displaystyle CX=(X\times [0,1])/(X\times \{1\})}.
El cono se usa en topología algebraica precisamente porque transforma cualquier espacio topológico en un subespacio de un espacio contráctil: {\displaystyle X\simeq X\times \{1\}\subseteq CX}.